# Temple of Shadows
Temple of Shadows är det brasilianska heavy metal-bandet Angras femte studioalbum, et konceptalbum, utgivet september 2004 av skivbolaget Steamhammer. Albumets 13 spår berättar en historia, som skrivits av gitarristen Rafael Bittencourt, om livet till en korsfarare på 1100-talet, känd som "The Shadow Hunter", som ifrågasatte idealen i den katolska kyrkan.

## Låtförteckning
Alla texter skrivna av Rafael Bittencourt.
1. "Deus Le Volt!" (instrumental) (Kiko Loureiro) – 1:03
2. "Spread Your Fire" (Loureiro, Edu Falaschi) – 4:25
3. "Angels and Demons" (Loureiro, Falaschi) – 4:11
4. "Waiting Silence" (Loureiro, Rafael Bittencourt) – 4:55
5. "Wishing Well" (Falaschi) – 4:00
6. "The Temple of Hate" (Loureiro) – 5:13
7. "The Shadow Hunter" (Bittencourt, Loureiro) – 8:05
8. "No Pain for the Dead" (Bittencourt, Loureiro) – 5:05
9. "Winds of Destination" (Loureiro, Bittencourt) – 6:56
10. "Sprouts of Tim" (Loureiro) – 5:10
11. "Morning Star" (Loureiro, Bittencourt) – 7:39
12. "Late Redemption" (Loureiro, Milton Nascimento) – 4:55
13. "Gate XIII" (Loureiro, Falaschi, Bittencourt) – 5:04

## Medverkande
Musiker (Angra-medlemmar)
- Edu Falaschi – sång, bakgrundssång, akustisk gitarr
- Kiko Loureiro – gitarr, mandolin, piano, keyboard, percussion
- Rafael Bittencourt – gitarr, bakgrundssång
- Felipe Andreoli – basgitarr, bakgrundssång
- Aquiles Priester – trummor, percussion

Bidragande musiker
- Sabine Edelsbacher – sång (spår 2, 8)
- Kai Hansen – sång (spår 6)
- Hansi Kürsch – sång (spår 9)
- Milton Nascimento – sång (spår 12)
- Yaniel Matos – cello
- Miro Rodenberg, Fábio Laguna – keyboard
- Silvia Góes – piano (spår 10)
- Dennis Ward, Tito Falaschi, Zeca Loureiro, Rita Maria – kör
- Douglas "ShakerHand" Las Casas – percussion

Produktion
- Dennis Ward – producent, ljudtekniker, ljudmix
- Antonio D. Pirani – exekutiv producent
- Jürgen "Luski" Lusky – mastering
- Rafael Bittencourt – omslagsdesign
- Isabel de Amorim – omslagskonst
- Marcelo Rossi – foto